# Classe Pevek
Le navi appartenenti alla classe Pevek (progetto AOL 92 secondo la classificazione russa) sono petroliere militari di piccole dimensioni, progettate per fornire appoggio alle unità di superficie.
La classificazione russa per queste unità è Voyenyy Tanker (petroliera militare).

## Sviluppo
Queste piccole petroliere da appoggio furono costruite in 16 esemplari: due nel cantiere di Turku (Finlandia) e le altre in quello di Rauma (Finlandia).
Dal punto di vista delle caratteristiche tecniche, si tratta di una classe piuttosto omogenea, con una significativa eccezione. Infatti, una di queste, la Kokand, aveva caratteristiche diverse: montava un tipo di radar diverso dal Don-2 delle altre unità, e soprattutto era stata attrezzata per imbarcare un elicottero.
Il servizio
Le unità della classe Pevek furono immesse in servizio tra il 1956 ed il 1960.
Oggi ne sopravvivono due: la Iman (Flotta del Mar Nero) e la Olekma (Flotta del Baltico).